# OR10J1
OR10J1 (англ. Olfactory receptor family 10 subfamily J member 1) – білок, який кодується однойменним геном, розташованим у людей на короткому плечі 1-ї хромосоми.  Довжина поліпептидного ланцюга білка становить 320 амінокислот, а молекулярна маса — 35 925.
| 10         |  | 20         |  | 30         |  | 40         |  | 50         |
| ---------- |  | ---------- |  | ---------- |  | ---------- |  | ---------- |
| MLLCFRFGNQ |  | SMKRENFTLI |  | TDFVFQGFSS |  | FHEQQITLFG |  | VFLALYILTL |
| AGNIIIVTII |  | RMDLHLHTPM |  | YFFLSMLSTS |  | ETVYTLVILP |  | RMLSSLVGMS |
| QPISLAGCAT |  | QMFFFVTFGI |  | TNCFLLTAMG |  | YDRYVAICNP |  | LRYMVIMNKR |
| LRIQLVLGAC |  | SIGLIVAITQ |  | VTSVFRLPFC |  | ARKVPHFFCD |  | IRPVMKLSCI |
| DTTVNEILTL |  | IISVLVLVVP |  | MGLVFISYVL |  | IISTILKIAS |  | VEGRKKAFAT |
| CASHLTVVIV |  | HYSCASIAYL |  | KPKSENTREH |  | DQLISVTYTV |  | ITPLLNPVVY |
| TLRNKEVKDA |  | LCRAVGGKFS |  |            |  |            |  |            |

A: Аланін

C: Цистеїн

D: Аспарагінова кислота

E: Глутамінова кислота

F: Фенілаланін

G: Гліцин

H: Гістидин

I: Ізолейцин

K: Лізин

L: Лейцин

M: Метіонін

N: Аспарагін

P: Пролін

Q: Глутамін

R: Аргінін

S: Серин

T: Треонін

V: Валін

Кодований геном білок за функціями належить до рецепторів, g-білокспряжених рецепторів, білків внутрішньоклітинного сигналінгу. 
Задіяний у такому біологічному процесі як поліморфізм. 
Локалізований у клітинній мембрані, мембрані.